# Umwani anymphos
Espèce
Umwani anymphos est une espèce d'araignées aranéomorphes de la famille des Cyatholipidae.

## Distribution
Cette espèce est endémique du Malawi. Elle se rencontre à 2 325 m d'altitude sur le plateau Nyika.

## Description
Le mâle holotype mesure 1,68 mm.

## Publication originale
- Griswold, 2001 : A monograph of the living world genera and Afrotropical species of cyatholipid spiders (Araneae, Orbiculariae, Araneoidea, Cyatholipidae). Memoirs of the California Academy of Sciences, vol. 26, p. 1-251 (texte intégral).